# Емблема В'єтнаму
Національна емблема В'єтнаму — історично була прийнята як символ Демократичної Республіки В'єтнам (Північний В'єтнам) 30 листопада 1955.
Змодельована по всіх канонах і з обліком всіх основних принципів базової конструкції емблеми КНР, з усіма символами комуністичної партії, включаючи жовту зірку на червоному полотні, зі спрямованою соціалістичною тематикою.
Шестірня й зернові культури представляють союз сільського господарства й промислової робочої сили в загальній комуністичній моделі.
Стала загальнонаціональною після приєднання Південного В'єтнаму 2 липня 1976.

## Історичні герби

Герб В'єтнамської імперії
Герб Республіки В'єтнам